# 李绍禹
李绍禹（1915年—1990年），男，河南南阳人，中华人民共和国金融人物，曾任中国农业银行党组书记、行长，第六、七届全国政协委员。